# Cottenbach (Heinersreuth)

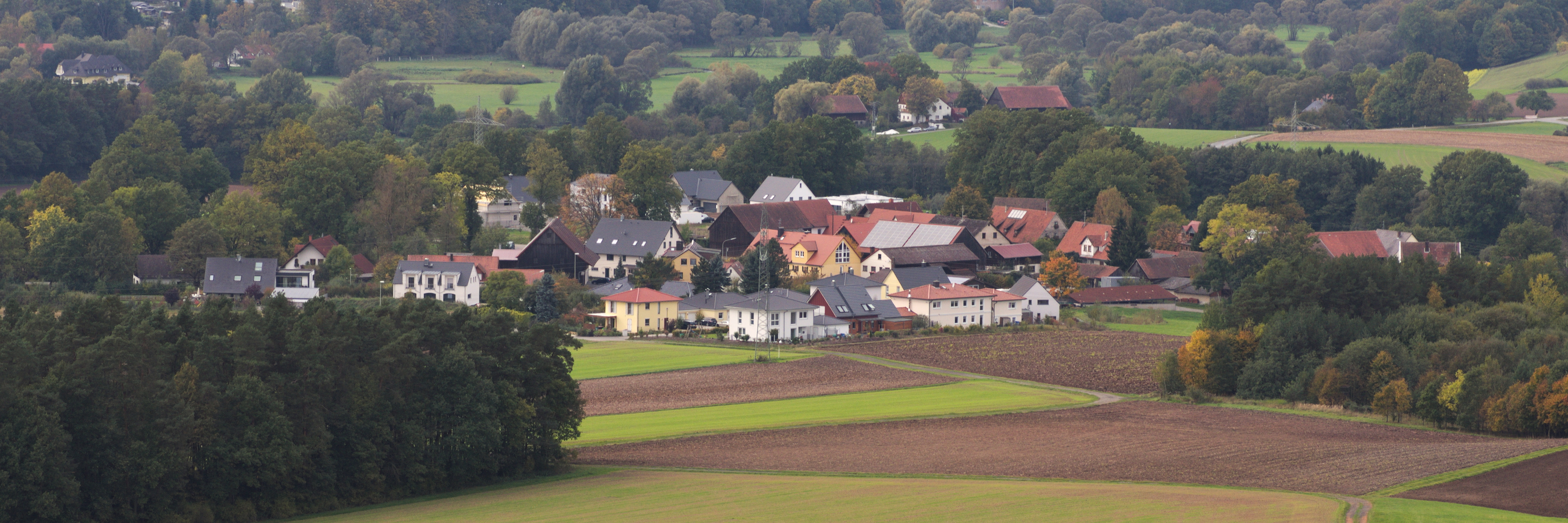
Blick vom Siegesturm auf Cottenbach

Cottenbach ist ein Gemeindeteil der Gemeinde Heinersreuth im Landkreis Bayreuth (Oberfranken, Bayern). Die Gemarkung Cottenbach hat eine Fläche von 6,114 km². Sie ist in 731 Flurstücke aufgeteilt, die eine durchschnittliche Flurstücksfläche von 8363,55 m² haben. In ihr liegen neben dem namensgebenden Ort die Gemeindeteile Martinsreuth, Neuenplos, Stockhaus, Unterkonnersreuth. Am 1. Dezember 2022 wurden in der Gemarkung Cottenbach (der ehemaligen Gemeinde) 306 Einwohner gezählt.

## Lage
Das Dorf Cottenbach steht am rechten, südwestwärts abfallenden Talhang des Roten Mains, der Hohen Warte, der in den höheren Lagen dicht bewaldet ist. Der Ortskern ist ca. 1,6 km östlich entfernt von Heinersreuth gegenüber am Flussufer. Am nordwestlichen Rand des Dorfs fließt der Cottenbach vorbei südwestwärts und von rechts zum Roten Main. Die südöstliche Bebauungsgrenze reicht bis an die Grenze des Stadtgebietes von Bayreuth; dort und im Westen schließen neuere Siedlungsteile an den alten Ortskern an. Ein Gehöft aus neuerer Zeit steht im Norden etwas jenseits des Cottenbachs.

## Geschichte
Gegen Ende des 18. Jahrhunderts gab es in Cottenbach 10 Anwesen (1 Hof, 2 Halbhöfe, 2 Viertelhöfe, 2 Sölden, 2 Sechstelhöfe, 1 Tropfhäuslein). Die Hochgerichtsbarkeit stand dem bayreuthischen Stadtvogteiamt Bayreuth zu. Die Dorf- und Gemeindeherrschaft sowie die Grundherrschaft über sämtliche Anwesen hatte das Hofkastenamt Bayreuth.
Von 1797 bis 1810 unterstand der Ort dem Justiz- und Kammeramt Bayreuth. Nachdem im Jahr 1810 das Königreich Bayern das Fürstentum Bayreuth käuflich erworben hatte, wurde Cottenbach bayerisch. Infolge des Gemeindeedikts wurde Cottenbach dem 1812 gebildeten Steuerdistrikt Ramsenthal zugewiesen. Zugleich entstand die Ruralgemeinde Cottenbach, zu der Hermannshof und Martinsreuth gehörten. Sie war in Verwaltung und Gerichtsbarkeit dem Landgericht Bayreuth zugeordnet und in der Finanzverwaltung dem Rentamt Bayreuth (1919 in Finanzamt Bayreuth umbenannt). Mit dem Gemeindeedikt von 1818 kam es zur Eingliederung folgender Gemeinden:
- Neuenplos mit Stockhaus,
- Unterkonnersreuth.

Ab 1862 gehörte Cottenbach zum Bezirksamt Bayreuth (1939 in Landkreis Bayreuth umbenannt). Die Gerichtsbarkeit blieb beim Landgericht Bayreuth (1879 in Amtsgericht Bayreuth umgewandelt). Die Gemeinde hatte ursprünglich eine Gebietsfläche von 6,243 km². Mit der Eingliederung von Hermannshof nach Bayreuth am 1. April 1939 verringerte sich die Gebietsfläche auf 5,123 km².
Am 1. Dezember 1973 wurde das gemeindefreie Gebiet Forst Sankt Georgen aufgelöst. Dabei ging der Gebietsteil im Nordwesten mit der Fürstenleite sowie ein kleinerer Streifen weiter südlich mit insgesamt 91,98 Hektar oder 17,1 Prozent zur Gemeinde Cottenbach und die übrigen Teile zu den Gemeinden Euben und Bindlach und zur Stadt Bayreuth.
Im Zuge der Gebietsreform in Bayern wurde die Gemeinde Cottenbach am 1. Mai 1978 nach Heinersreuth eingemeindet.

### Baudenkmäler
- Haus Nr. 3: Bauernhaus
- Haus Nr. 9: Bauernhaus

### Einwohnerentwicklung
Gemeinde Cottenbach
| Jahr      | 1822  | 1840   | 1852   | 1855   | 1861   | 1867   | 1871   | 1875   | 1880   | 1885   | 1890   | 1895   | 1900   | 1905   | 1910   | 1919   | 1925  | 1933   | 1939   | 1946   | 1950   | 1952   | 1961   | 1970   |
| Einwohner | 176   | 241    | 266    | 279    | 278    | 302    | 289    | 277    | 292    | 274    | 273    | 272    | 251    | 251    | 262    | 246    | 290   | 231    | 196    | 307    | 274    | 252    | 216    | 185    |
| Häuser    | 27    |        |        |        |        |        | 34     |        |        | 35     | 36     |        | 36     |        |        |        | 36    |        |        |        | 35     |        | 41     |        |
| Quelle    | [ 8 ] | [ 15 ] | [ 15 ] | [ 15 ] | [ 16 ] | [ 17 ] | [ 18 ] | [ 19 ] | [ 20 ] | [ 21 ] | [ 22 ] | [ 15 ] | [ 23 ] | [ 15 ] | [ 24 ] | [ 15 ] | [ 9 ] | [ 15 ] | [ 15 ] | [ 15 ] | [ 10 ] | [ 15 ] | [ 25 ] | [ 26 ] |

Ort Cottenbach
| Jahr      | 001819 | 001822 | 001861 | 001871 | 001885 | 001900 | 001925 | 001950 | 001961 | 001970 | 001987 |
| Einwohner | 52     | 65     | 104    | 109    | 113    | 95     | 115    | 92     | 84     | 75     | 90     |
| Häuser    |        | 10     |        |        | 13     | 13     | 13     | 14     | 16     |        | 22     |
| Quelle    | [ 27 ] | [ 8 ]  | [ 16 ] | [ 18 ] | [ 21 ] | [ 23 ] | [ 9 ]  | [ 10 ] | [ 25 ] | [ 26 ] | [ 1 ]  |

## Religion
Cottenbach ist seit der Reformation evangelisch-lutherisch geprägt und war ursprünglich nach St. Georgen (Bayreuth) gepfarrt. Seit der Mitte des 20. Jahrhunderts ist die Pfarrei Christuskirche (Bayreuth) zuständig.

## Verkehr

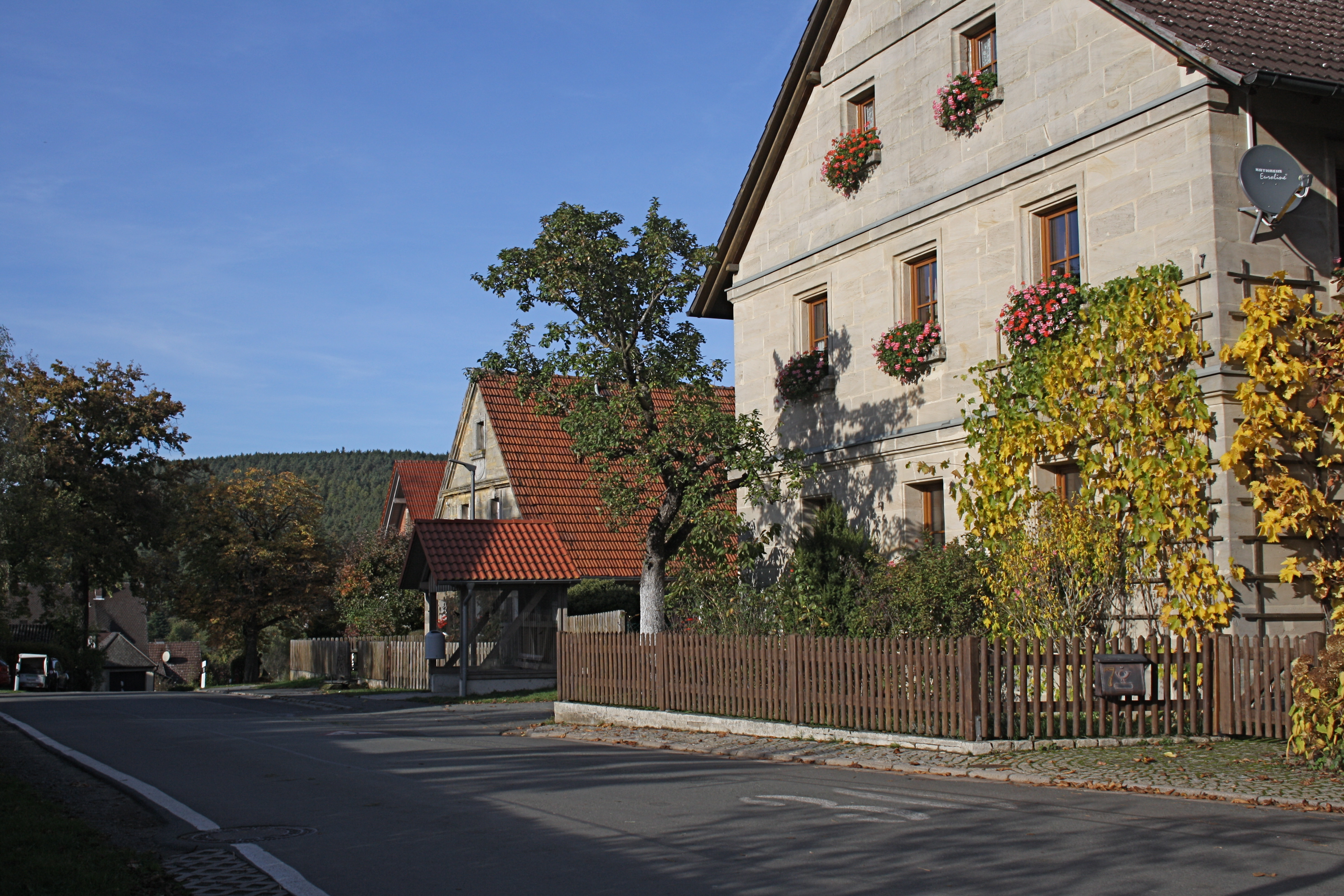
Die Straße nach Theta führt hinab ins Tal des Cottenbachs

Durch den Ort führt die Kreisstraße BT 14 von Heinersreuth im Westen nach Theta im Norden und dann weiter nach Ramsenthal. Ein Abzweig in der Ortsmitte von Cottenbach verläuft nach Südosten zum Bayreuther Stadtteil Wendelhöfen. Die nächsten Autobahn-Anschlussstellen sind Bayreuth-Nord an der Bundesautobahn 9 und Kulmbach/Neudrossenfeld an der Bundesautobahn 70.
Seit 1909 gab es im nahen Heinersreuth einen Eisenbahn-Haltepunkt mit Ladestelle an der Bahnstrecke Bayreuth Altstadt–Kulmbach, deren Zugverkehr auf diesem Abschnitt am 2. Juni 1973 endete. Die nächstgelegene Bahnstation ist seitdem der Hauptbahnhof Bayreuth.

## Sonstiges
Im Sommer 1988 existierte auf der Straße zwischen Cottenbach und Unterkonnersreuth die längste Streetart-Meile der Welt. Anlässlich der 800-Jahr-Feier entstanden auf der Fahrbahn unzählige Kreidebilder, was dem Ort einen Eintrag ins Guinness-Buch der Rekorde brachte.